# Nikolas Veratschnig
Nikolas Konrad Veratschnig (Villach, Austria, 24 de enero de 2003) es un futbolista austríaco que juega como centrocampista en el Wolfsberger AC de la Bundesliga austríaca.

## Trayectoria
Es un canterano del SV Feldkirchen, y pasó a la academia del Wolfsberger AC en 2017. Comenzó a entrenar con los reservas del Wolsfberger en 2020. El 2 de diciembre de 2021 firmó su primer contrato profesional con el club hasta junio de 2024. Debutó como profesional con ellos en una derrota por 1-0 en la Bundesliga austríaca ante el FK Austria Viena el 22 de febrero de 2022.

## Selección nacional
Es internacional juvenil por Austria, habiendo representado a la Austria sub-18 y sub-19.

## Estadísticas

### Clubes
Actualizado al último partido disputado el 11 de febrero de 2024.
| Club                     | Div.          | Temporada     | Liga  | Liga  | Copas nacionales | Copas nacionales | Copas internacionales | Copas internacionales | Total | Total |
| Club                     | Div.          | Temporada     | Part. | Goles | Part.            | Goles            | Part.                 | Goles                 | Part. | Goles |
| ------------------------ | ------------- | ------------- | ----- | ----- | ---------------- | ---------------- | --------------------- | --------------------- | ----- | ----- |
| Wolfsberger AC · Austria | 2.ª           | 2021-22       | 11    | 0     | 1                | 0                | —                     | —                     | 12    | 0     |
| Wolfsberger AC · Austria | 2.ª           | 2022-23       | 30    | 1     | 4                | 2                | 3                     | 0                     | 37    | 3     |
| Wolfsberger AC · Austria | 2.ª           | 2023-24       | 16    | 0     | 2                | 0                | —                     | —                     | 18    | 0     |
| Wolfsberger AC · Austria | Total club    | Total club    | 57    | 1     | 7                | 2                | 3                     | 0                     | 67    | 3     |
| Total carrera            | Total carrera | Total carrera | 57    | 1     | 7                | 2                | 3                     | 0                     | 67    | 3     |